# El Cerro, Chiapas
El Cerro är en ort i Mexiko.   Den ligger i kommunen Bochil och delstaten Chiapas, i den sydöstra delen av landet, 700 km öster om huvudstaden Mexico City. El Cerro ligger 1 453 meter över havet och antalet invånare är 131.
Terrängen runt El Cerro är huvudsakligen kuperad, men österut är den bergig. Runt El Cerro är det ganska tätbefolkat, med 116 invånare per kvadratkilometer. Närmaste större samhälle är Bochil, 4,4 km norr om El Cerro. I omgivningarna runt El Cerro växer huvudsakligen savannskog.